# سكوت د. سميث
سكوت د. سميث (بالإنجليزية: Scott D. Smith)‏ هو مهندس الصوت أمريكي، ولد في 26 مارس 1953 في شيكاغو في الولايات المتحدة.

## وصلات خارجية
- سكوت د. سميث على موقع IMDb (الإنجليزية)
- سكوت د. سميث على موقع قاعدة بيانات الفيلم (الإنجليزية)